# لودفيغ بيرغر (ملحن)
لودفيغ بيرغر (بالألمانية: Ludwig Berger)‏ هو معلم موسيقى وملحن وعازف بيانو ألماني، ولد في 18 أبريل 1777 في برلين في ألمانيا، وتوفي بنفس المكان في 16 فبراير 1839.

## وصلات خارجية
- لودفيغ بيرغر على موقع ميوزك برينز (الإنجليزية)